# Erma Bossi
Erma Bossi, (født Erminia Bosich 9. juni 1875 i Pula, Østrig-Ungarn, i dag Kroatien; død 14. april 1952 i Cesano Boscone i provinsen Milano, Lombardiet i det nordlige Italien.)
var kunstmaler, en af kunstnerne ved modernitetens opkomst i München i begyndelsen af 1900-tallet.
Bossi voksede op i Triest og tog i begyndelsen af 1900-tallet til München hvor hun formodes at have studeret ved "Damenakademie des Künstlerinnenvereins". Hun kom i kontakt med kunstnere fra det senere ' Blaue Reiter' og traf i Murnau am Staffelsee sommeren 1908 Vasilij Kandinskij, Alexej von Jawlensky, Marianne von Werefkin og Gabriele Münter (no), "... hvor landskabsmaleriet skulle revolutioneres inden for få uger".
Hun blev 1909 medlem af Neue Künstlervereinigung München (NKVM), Der Blaue Reiter's egentlige kerne.
| - Værker af Erma Bossi - Cirkus Circo, 1909 - Interiør med lampe, 1909 - Stilleben, 1910 Naturaleza muerta - Marianne von Werefkin, ca. 1910 - Interiør med tre figurer i en café, ukendt år Interieur mit drei Figuren im Café |